# Oneiro mou
Oneiro mou è un singolo della cantante greca Yianna Terzī, pubblicato il 15 febbraio 2018 su etichetta discografica Panik Records.

## Descrizione
Oneiro mou (in greco: Όνειρο μου, Il mio sogno) è stata scritta dalla Terzī stessa, in collaborazione con Aris Kalimeris, Dimitris Stamatiou e Mihalis Papathanasiou. Il brano è stato selezionato per l'Ellinikós Telikós 2018, processo di selezione nazionale per l'Eurovision Song Contest. L'evento, inizialmente previsto per il 16 febbraio e poi spostato al 22, è stato cancellato per via della squalifica degli altro quattro partecipanti, rendendo Gianna Terzī di fatto l'unica possibile rappresentante greca all'Eurovision. La notizia della partecipazione ufficiale è stata confermata dall'ente radiotelevisivo greco ERT il 16 febbraio 2018; 
ha così guadagnato il diritto di rappresentare la Grecia all'Eurovision Song Contest 2018 a Lisbona, in Portogallo.
Il brano ha gareggiato nella prima semifinale dell'8 maggio 2018, competendo con altri 18 artisti, classificandosi quattordicesimo, non riuscendo così a raggiungere la fase finale.
Il disco è stato pubblicato in CD single e download digitale dall'etichetta discografica Panik Records.

## Tracce
1. Oneiro mou – 3:04

## Classifiche
| Classifica (2018) | Posizione massima |
| ----------------- | ----------------- |
| Grecia            | 1                 |
| Grecia (airplay)  | 1                 |
| Serbia            | 23                |